# Chandler (Oklahoma)
Chandler es una ciudad ubicada en el condado de Lincoln en el estado estadounidense de Oklahoma. En el año 2010 tenía una población de 	3100 habitantes y una densidad poblacional de 146,92 personas por km².

## Geografía
Chandler se encuentra ubicada en las coordenadas 35°42′33″N 96°53′23″O / 35.70917, -96.88972 (35.709287, -96.889647). Según la Oficina del Censo de los Estados Unidos, Chandler tiene un área total de 8.1 millas cuadradas (21 km²), de las cuales 7.3 millas cuadradas (19 km²) son tierra y 0.9 millas cuadradas (2.3 km²) (10.43%) son agua.

## Demografía
Según la Oficina del Censo en 2000 los ingresos medios por hogar en la localidad eran de $26,833 y los ingresos medios por familia eran $35,744. Los hombres tenían unos ingresos medios de $28,125 frente a los $19,397 para las mujeres. La renta per cápita para la localidad era de $14,676. Alrededor del 16.7% de la población estaban por debajo del umbral de pobreza.